# アトラクス (ギリシア神話)
アトラクス（古希: Ἄτραξ, Atrax）は、ギリシア神話の人物である。アトラックスとも表記される。古代ギリシアのテッサリアー地方の都市アトラクスの名祖。河神ペーネイオスとブーラの息子で、3人の娘ヒッポダメイア、カイニス、ダマシッペーの父。ヒッポダメイアはラピテース族の王ペイリトオスと結婚した。カイニスはポセイドーンによって男に変身した。